# LSI Software
LSI Software S.A. – spółka notowana na Giełdzie Papierów Wartościowych w Warszawie, polski producent oprogramowania.
LSI Software tworzy oprogramowanie dla sektora detalicznego (POSitive Retail), sektora gastronomiczno-hotelarskiego (Gastro, POSitive Restaurant, InteliHotel, Chart), obiektów rekreacyjno-sportowych (POSitive ESOK), kin (POSitive Cinema) oraz przedsiębiorstw (Bastion ERP). Firma oferuje również usługi konsultacyjne, usługi wdrożeniowe, serwis, a także dostawy specjalistycznych rozwiązań sprzętowych.
LSI Software S.A. jest generalnym dystrybutorem sprzętów marki Posiflex oraz robotów PUDU Robotics w Polsce.
Jest także partnerem Microsoftu oraz Long Range Systems.
Pierwszy człon nazwy spółki jest skrótem zwrotu Large Scale Innovations.

## Grupa kapitałowa
W skład grupy kapitałowej LSI Software wchodzą:
- LSI Software S.A.
- Przedsiębiorstwo Projektowo-Wdrożeniowe „GiP” Sp. z o.o. – producent oprogramowania dla gastronomii, hoteli i obiektów rekreacyjno-sportowych.
- LSI Software  s.r.o – spółka funkcjonująca na rynku czeskim, producent oprogramowania dla branży gastronomicznej.
- POSitive Software USA LLC – spółka grupy LSI Software z siedzibą w mieście Irving w Teksasie, oferująca produkt POSitive Cinema.

## Nagrody i wyróżnienia
- Tytuł Łódź Proponuje 2005 za system zarządzania siecią sprzedaży POSitive Retail
- Złoty Medal Międzynarodowych Targów Poznańskich za system zarządzania dla sieci sprzedaży POSitive Retail
- Nagroda Ministra Gospodarki za system zarządzania dla gastronomii POSitive Hospitality w 2006, 2007 i 2008 r.
- Finalista konkursu Lider Nowoczesnych Technologii w 2006, 2007 i 2011 r. organizowanego przez Instytut Nowych Technologii.
- Rekomendacja Polskiej Izby Hotelarstwa dla POSitive Hospitality w 2007 r.
- Medal MERCURIUS GEDANENSIS na targach Gastroexpo 2007 i 2008 w Gdańsku
- Nominacja w Konkursie Polskiego Godła Promocyjnego Teraz Polska w 2008 r. za Zintegrowany system zarządzania sprzedażą detaliczną i obsługą klientów POSitive
- Złoty Medal Międzynarodowych Targów Poznańskich podczas targów INVEST-HOTEL 2008 za system i środowisko informatyczne INTELIGENTNY HOTEL
- Nagroda Targów HORECA 2008 w konkursie na najlepszy produkt za „System i środowisko informatyczne INTELIGENTNA RESTAURACJA”
- Nagroda Innowacja Handlu 2010 podczas targów RetailShow 2010 za POSitive Retail
- Nagroda Targów EuroGastro 2010 za Tablet NEO Order&Play oraz Zintegrowany system POSitive Pizza oraz wyróżnienie za Platformę Gastronomiczną B2B;
- Nagroda BRE BANK S.A. Kamerton Innowacyjności 2011 za wykorzystanie innowacyjnych technologii w oferowanych produktach
- Nagroda Targów HORECA 2011 za najlepszy produkt dla hotelarstwa i gastronomii POSitive Restaurant
- Wyróżnienie przez czasopismo Bloomberg Businessweek Polska – „Lista 500 najlepszych przedsiębiorstw w Polsce”, pod względem przychodów za I kwartał 2012 roku
- Tytuł „Innowacja Handlu 2012” i pierwsza nagroda w kategorii „Programy lojalnościowe” dla aplikacji mobilnej Blue Pocket podczas targów RetailShow 2012
- Nagroda w Konkursie na Najlepszy Produkt w kategorii „Oprogramowanie dla hoteli i gastronomii” podczas targów HoReCa Gastrofood 2012
- Wyróżnienie w Konkursie na Najlepszy Produkt podczas Targów Euro Gastro 2013 dla produktu Blue Pocket & POSitive Restaurant w kategorii „Oprogramowanie sal restauracyjnych i barów”
- Wyróżnienie w rankingu SKRZYDŁA BIZNESU 2012 organizowanym przez Dziennik Gazetę Prawną – „Najlepsza firma województwa łódzkiego”
- Nagroda Pulsu Biznesu – LSI Software „Odpowiada Inwestorom” w Akcji Inwestor za aktywną komunikację z inwestorami indywidualnymi
- Laureat rankingu „Gazele Biznesu 2012” oraz tytuł „Gazele Biznesu 2014″
- Wyróżnienie podczas targów EuroGastro 2013 w zakresie Oprogramowania sal restauracyjnych i barów: Blue Pocket & POSitive Restaurant
- Laureat rankingu „Gepard Biznesu 2014″ wśród najdynamiczniejszych przedsiębiorstw w Polsce
- Wyróżnienie w zestawieniu spółek najszybciej zwiększających swoją wartość Diamenty Forbesa 2015